# 2022年7月新疆维吾尔自治区2019冠状病毒病聚集性疫情
2022年7月新疆维吾尔自治区2019冠状病毒病聚集性疫情是指自2022年7月30日起，在中华人民共和国新疆维吾尔自治区爆发的2019冠状病毒病本土聚集性疫情。官方通报称，本轮疫情中感染者感染的病毒属于奥密克戎变异株BA.5.2进化分支，系中国境外传入；截至9月20日24时，新疆已累计报告本土阳性感染者5460例，其中确诊病例153例，无症状感染者5307例。
此次疫情被称为“新疆历史上传播速度最快、涉及面最广、感染人数最多、防控难度最大的重大突发公共卫生事件”。

## 概述
自7月30日伊犁哈萨克自治州报告无症状感染者以来，新疆部分地州市相继出现本土疫情，8月30日，新疆实现社会面清零，疫情得到控制。但9月中旬以来，新疆部分地区疫情发生反弹，后出现向多个省份外溢的情况。

## 起始
7月30日，伊犁哈萨克自治州伊宁市在铁路货场发现2名工作人员核酸检测初筛异常，后经诊断为无症状感染者。8月2日，伊犁州划分高风险区3个，中风险区4个，8月7日，州内各景区实行“限量、预约、错峰”接待。截至8月3日，所有新发现感染者均集中在伊犁哈萨克自治州（除兵团）。

## 发展
8月4日，除伊犁哈萨克自治州外，塔城地区也开始报告新增感染者，8月5日至12日，哈密市、喀什地区、博尔塔拉蒙古自治州、阿克苏地区、乌鲁木齐市、昌吉回族自治州、和田地区、吐鲁番市 、阿勒泰地区、巴音郭楞蒙古自治州、克孜勒苏柯尔克孜自治州相继报告新增感染者，至此，本轮疫情已涉及新疆下辖的所有自治州和地区行政公署，以及除克拉玛依市之外的所有地级市。8月8日，新疆已划分高风险区45个、中风险区34个。

## 遏制
8月中旬以后，随着更多方舱医院的投入使用、相关管控措施的加强，全区疫情快速上升的势头得到遏制，集中隔离点、居家隔离和高风险区也陆续出现较多感染者。8月23日，区内21个县（市、区）已连续7天以上无新增阳性感染者，和田、阿勒泰、阿克苏、博州4个地区已全面清零。8月30日，新疆实现社会面清零，9月初，重点地区新增感染者来源以集中隔离点、高风险区为主。

## 反弹
9月中旬以后，由于前期社区隐匿传染源未能彻底清除、工作人员长期作战造成暴露感染、个人防护不到位等原因，伊犁哈萨克自治州、巴音郭楞蒙古自治州、乌鲁木齐市、吐鲁番市等地区疫情出现反弹。10月9日，伊犁等地重新收紧了封控措施。10月13日，新疆卫健委公示自治区、乌市“绿码”“黄码”“红码”医院，不同风险患者需到对应医院进行就诊。10月26日，官方决定省级官员下沉包联乌市重点区县，开展防疫工作。10月30日，乌市卫健委称近期“先传播、后出阳”的现象比较普遍。